# Nuba: čisti ljudje (film)
Nuba: čisti ljudje je slovenski dokumentarni film iz leta 2000 v režiji in po scenariju Toma Križnarja in Maje Weiss, posnet po Križnarjevem istoimenskem romanu. Film razkriva trpljenje in poboje nubijskega ljudstva med sudansko državljansko vojno, ki jih je na obleganih območnih posnel Križnar s kolesa. 